# Félszigeti háború

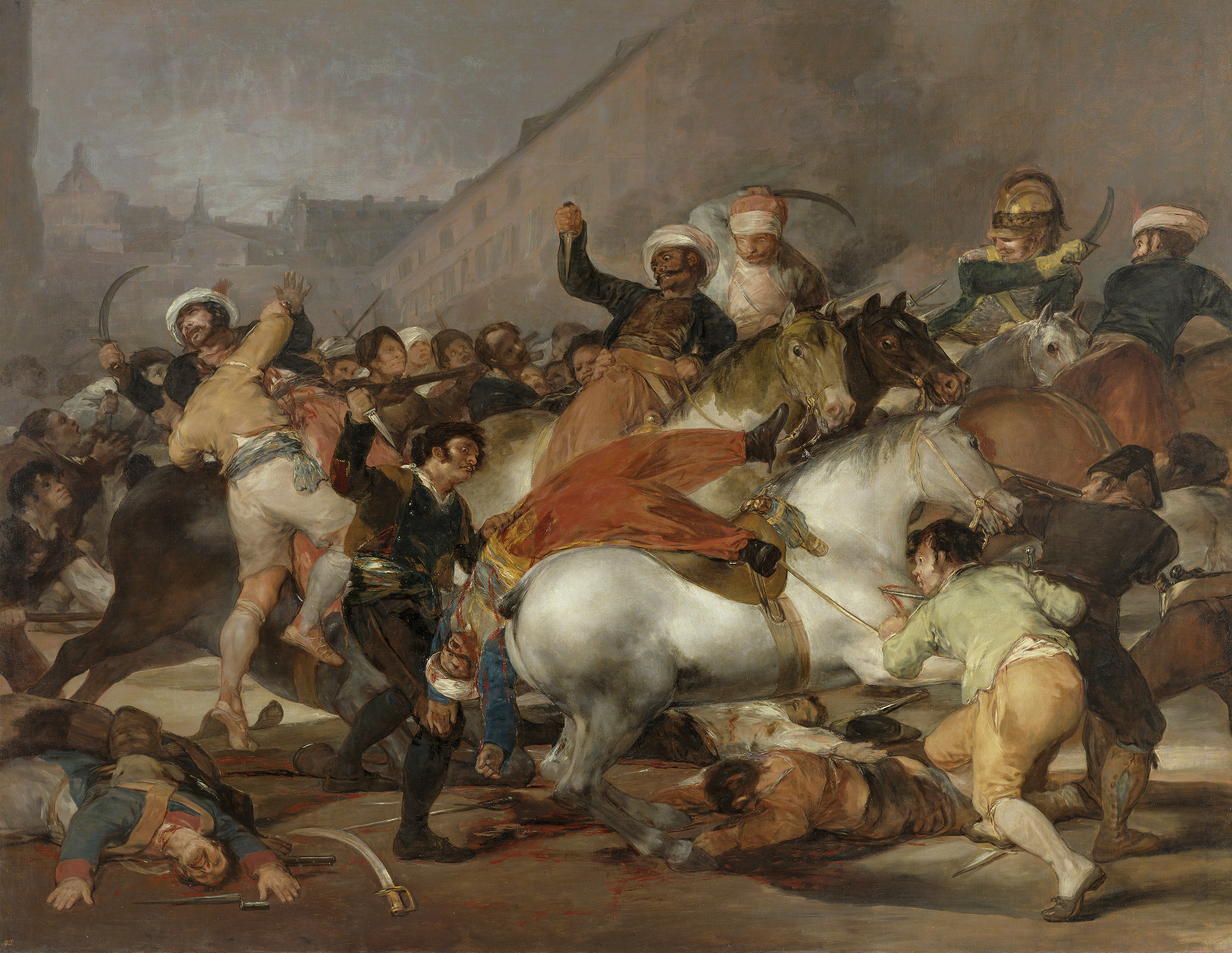
Francisco de Goya: 1808. május 2-a: a mamelukok támadása (1814)

A félszigeti háború (1808–1814), amelyet Spanyolországban függetlenségi háborúnak, Portugáliában francia inváziónak, Franciaországban spanyol háborúnak, Katalóniában a franciák háborújának neveznek, a napóleoni háborúk egyik (mellék)hadszíntere volt, ahol spanyol, portugál és brit seregek küzdöttek Bonaparte Napóleon hadai ellen az Ibériai-félszigeten. „Kalapács és üllő”-hadjáratként szokás jellemezni, amelyben az Arthur Wellesley, Wellington első hercege által vezetett 40–80 000 fős brit–portugál seregek alkotta „kalapács” szétzúzta a francia hadsereget a spanyol reguláris haderő és gerillák, valamint a portugál milícia alkotta „üllőn”.
A háború folyását nagymértékben meghatározták az Ibériai-félsziget természeti adottságai, amelyek nem tették lehetővé nagy hadseregek eltartását. Így hiába érte el a francia haderő létszáma csúcspontján a 300 000 főt, ezt az erőt sosem lehetett koncentráltan bevetni, sőt kisebb hadseregek is csak meglehetősen rövid ideig tartózkodhattak egy adott területen. Mindezek miatt döntő eredmény elérésére sem nyílt esély.
A háború tönkretette Spanyolország és Portugália társadalmi és gazdasági szerkezetét, és a politikai instabilitás korszakának kezdetét jelentette, amelyben a liberális és abszolutista frakciókat a félszigeti háborúban edződött parancsnokok vezették; végül pedig elvezetett az amerikai spanyol gyarmatok és Brazília függetlenségéhez.

## A háború menete

### 1807
A francia forradalom a Spanyol Királyságot is nyugtalanította, ahogy a legtöbb szomszédos országot. Miután pedig a porosz és osztrák erők nem tudták megtörni a forradalmat, sőt a Francia Köztársaság vezetői úgymond „exportálni” kívánták a forradalmat ezért több ország, így Spanyolország is bekapcsolódott a franciák elleni háborúba. A francia forradalmi csapatok azonban már igen hamar benyomultak Spanyolország területére, majd Napóleon mért több vereséget a spanyolokra, ami miatt Spanyolország egy idő után a franciák felé kezdett húzni, így azonban szembekerült Angliával.
1806-ban Berlinben Napóleon kihirdette a kontinentális zárlatot, megtiltva a Nagy-Britanniával való kereskedelmet. A két, még semleges európai ország, Svédország és Portugália közül az utóbbi megkísérelte kijátszani a zárlatot, azonban nem járt sikerrel. A tilsiti béke (1807.) után Napóleon – biztosítva érezve magát keleten – az ibériai kikötők elfoglalására indult. 1807. október 27-én Franciaország és Spanyolország megkötötte a fontainebleau-i szerződést, amelyben a két fél megegyezett Portugália megszállásáról és három részre osztásáról: az ország északi részén létrejött (volna) Észak-Luzitánia királysága, a déli területeken pedig Algarve, amelyhez hozzákapcsolták Alentejót is. Az egyezmény a spanyoloknak ígérte a portugál hadiflottát is. A szerződés aláírásával Spanyolország megszegte a portugáloknak tett ígéretét, hogy segítséget nyújt a franciák támadása esetén. Az év novemberében, miután János portugál régens visszautasította a zárlathoz való csatlakozást, a császár sereget küldött Portugália megszállására Jean-Andoche Junot parancsnoksága alatt. Ugyanekkor Dupont tábornokot Cádiz, Soult marsallt pedig La Coruña ellen küldte. December 1-jén Lisszabon ellenállás nélkül megadta magát, a portugál hadsereg ugyanis – brit támadástól tartva – a kikötők és a part védelmére rendezkedett be. A portugál királynő, VI. János régens és 6000 embere (valamint 9000 tengerész) azonban Brazíliába menekült, ami súlyos kudarcot jelentett Napóleonnak. Szent Ilona szigetén készült emlékirataiban ezt írta: „C’est ça qui m’a perdu” („ez volt, ami elveszejtett engem”).

### 1808
A Portugáliát megszálló francia–spanyol hadsereg megerősítése ürügyén Napóleon katonákat küldött Spanyolország fontosabb városaiba. 1808 februárjában francia csapatok szállták meg Pamplonát és Barcelonát. Az események nyomán spanyol nemesek egy csoportja megbuktatta IV. Károlyt, és fiát VII. Ferdinándot ültette a trónra. Napóleon mindkettejüket Bayonne-ba vitette, és május 5-én lemondásra kényszerítette saját bátyja, Joseph javára, akit egy bábparlament iktatott be. Amikor azonban el akarta foglalni trónját, Madridban felkelés tört ki ellene (1808. május 2.). Ezt Murat marsall katonái verték le.
A brit hadsereg mindaddig csak félsikereket és megalázó vereségeket „ért el” Napóleon elleni kontinentális expedícióin, mivel önmaga nem volt elég erős, hogy szembeszálljon a franciákkal, a kontinensen viszont nem maradt egyetlen erős szövetségese sem. Ez volt a fő oka annak is, hogy Portugália visszautasította a felajánlott brit segítséget.
Ezzel szemben a Brit Királyi Haditengerészet uralta a tengereket. Bár a tengerészetnek a háború során a hadsereg ellátásában, a hajókonvojok védelmében és a hírszerzésben betöltött szerepe nem kellően ismert, egyértelmű, hogy alapvető volt a szövetségesek végső győzelmében, amint azt maga Wellington is elismerte.
A flotta maga is egész évben részt vett háborús cselekményekben, a legjelentősebb támogatást a katalóniai Roses ostrománál nyújtotta a szárazföldi erőknek. Miután a trafalgari csatában az egész spanyol flotta megsemmisült, Cuthbert Collingwood altengernagy Mediterrán Flottája a touloni kikötőbe zárta a francia fő flottát. A háború kezdeti szakaszában a brit flotta katalán partok mentén végrehajtott akciói lelassították a francia hadsereg bevonulását Dél- és Kelet-Spanyolországba. Ez legalább egy évvel késleltette Napóleon terveit.
A spanyol hadsereg 1808. július 16–19-én hatalmas győzelmet aratott Pierre Dupont serege felett, foglyul ejtve 15 000 francia katonát. Egy hónappal később, június 18-án kitört a portugál felkelés. Mindezen események hatására a britek felismerték, hogy alapvetően új jelenséggel állnak szemben: amíg korábban uralkodók lázadtak fel Napóleon rájuk kényszerített szövetsége ellen, ezúttal a spanyol és portugál nép kelt fel a „Nagy Zavarkeltő” ellen.
1808 augusztusában brit csapatok szálltak partra Sir Arthur Wellesley vezérőrnagy parancsnoksága alatt. Wellesley augusztus 17-én Roliçánál legyőzte Delaborde-ot, amíg Bernardim Freire de Andrade irányításával a portugál hadsereg feltartóztatta Loison csapatait. Augusztus 21-én az egyesült brit-portugál haderő a Junot vezette franciák kemény ellenállásába ütközött a vimeirói csatában. Wellesley gondos irányítása, kiváló parancsnoki képességei és megfontolt taktikája révén visszaverték a franciákat. A győzelem ellenére Wellesley-t leváltották, mondván, még túl alacsony rangú a (frissen megerősített) szövetséges haderő irányításához. Bár a francia hadsereget legyőzték, és szinte teljesen elvágták visszavonulási útvonalait, a Wellesley helyére állított idős, csatát régen látott és túlzottan óvatos Burrard és Dalrymple a sintrai egyezményben lehetővé tette, hogy Junot kivonja katonáit Portugáliából. Az egyezmény közfelháborodást váltott ki Nagy-Britanniában, és bár a hivatalos vizsgálat mindhárom brit parancsnokot felmentette, Burrardot és Dalrymple-t nyugdíjazták, Wellesley-t viszont (aki feletteseinek nyomására írta alá a szerződést) visszaküldték Portugáliába.

A somosierrai csata, a 19. századi lengyel lovasság egyik legnagyobb sikere

### 1809
A brit-portugál és spanyol sikerek hatására Napóleon úgy döntött, maga vezet egy 200 000 fős sereget a félszigetre. A britek Burgosnál megtámadták, de hamarosan hosszas visszavonulásra kényszerültek, amely (bár közben több kisebb győzelmet arattak) La Coruña kiürítésével végződött 1809 januárjában. Napóleon alig több mint két hónapi spanyolországi tartózkodás után visszaadta a parancsnokságot tábornokainak, és visszatért Franciaországba.
Márciusban Soult marsall északról behatolt Portugáliába. Bár kezdetben a portugál milíciák sikerrel vették fel ellene a küzdelmet, később elfoglalta Chavest, Bragát és végül, március 29-én Portót. Amarante és más északi városok ellenállása azonban elszigetelte Soult-t, aki ezzel kockázatos játékba kényszerült a tekintetben, hogy kikiáltsa magát Észak-Portugália királyává, vagy visszavonuljon.
Mindeközben Napóleon győzelmei megtörték a spanyol hadsereget, egyúttal azonban kikényszerítették a gerillaharcot, amely végül nagymértékben hozzájárult a franciák vereségéhez. Portugáliában a hadügyminiszter, Miguel Pereira Forjaz brit pénzzel és fegyverekkel újjászervezte a hadsereget, végbevitte a haderő 1806-ban megakadt reformját. Kezdetben 20 000 fős reguláris hadsereget és 30 000 főnyi milíciát szervezett, később ezt kiegészítette további 30 000, illetve 50 000 fővel. Emellett önkéntesek is harcoltak a franciák ellen.
Wellesley 1809 áprilisában tért vissza az országba, és vette át a brit-portugál haderő irányítását. Az újonnan szervezett portugál sereget Beresford tábornok képezte ki a brit harcmodorra. Az egyesült hadsereg május 10–11-én Grijónál és május 12-én Portónál megverte Soult hadait, felszabadítva a megszállt északi városokat.
Wellesley – hátrahagyva a portugál hadsereget – benyomult Spanyolországba, és egyesült Gregorio de la Cuesta spanyol seregével. A szövetségesek számára kiváló lehetőség nyílott arra, hogy megverjék a Talaveránál állomásozó francia hadtestet, de Cuesta ragaszkodása ahhoz, hogy a spanyolok nem harcolnak vasárnap, esélyt adott a franciáknak a visszavonulásra. Másnap Cuesta erőltetett menetben indította seregét a franciák után, akik azonban addigra erősítést kaptak, s így legyőzték a spanyolokat. A spanyolok kapkodó visszavonulását brit zászlóaljaknak kellett fedezniük, s ennek során maga Wellesley is kis híján fogságba esett (ez a veszély egyébként számos más alkalommal is fenyegette). Aznap éjjel egy francia dragonyos őrjárat megriasztotta a spanyol gyalogságot, akik (összesen mintegy tízezren) egyszerre nyitottak tüzet. A napóleoni háborúk egyik legnagyobb sortüzétől úgy megrémültek a spanyolok, hogy elmenekülve szinte semmilyen szerepet nem vállaltak a másnapi csatában.
Július 27-én a franciák három oszlopban nyomultak előre, ám a vonalban felállt britek többször visszaverték, és végül visszavonulásra kényszerítették őket. A Talavera de la Reinánál aratott győzelemért drága árat fizettek a szövetségesek: komoly veszteségeket szenvedtek, és veszélyes mértékben fedezetlenül maradtak, így a britek hamarosan visszavonultak nyugat felé. Több ezer brit sebesültet hagytak hátra, Cuesta gondjaira bízva őket. A spanyolok azonban hamarosan magukra hagyták a sebesülteket, s végül a franciák gondoskodtak róluk. Bár a spanyoloknak ígéretük szerint gondoskodniuk kellett volna az országba behatoló brit erők élelmezéséről, nemcsak hogy nem teljesítették ezt, de a spanyol katonák egyenesen megfenyegették a településeket, hogy kifosztják azokat, amelyek élelmet adnak el „szövetségeseiknek”. Így a briteknek egészen Portugáliáig kellett visszavonulniuk. Wellesley Talaveránál aratott győzelméért megkapta a Wellington hercege címet, a spanyol seregek pedig abban az évben Ocañánál és Alba de Tormesnél is nagyon súlyos vereséget szenvedtek.
A spanyolokkal való „együttműködés” terén szerzett kiábrándító tapasztalatai nyomán, és tartva egy újabb francia támadástól, Wellington Portugália védelmének megerősítése mellett döntött. Lisszabon védelmére 162 erődből és egyéb védművekből álló védvonalat épített ki Neves Costa őrnagy tervei alapján.

### 1810
A franciák újabb támadására 1810 júliusában került sor egy 60 000 fős sereggel, Masséna marsall parancsnoksága alatt. Az első jelentősebb összecsapás Coánál zajlott le. Ezután, bár Masséna szeptember 27-én egy elhamarkodott támadás során kisebb vereséget szenvedett, mégis sikerült a szövetségeseket a védelmi vonalak mögé szorítania. Az erődítések azonban olyan hatékonyak voltak, hogy egy – Sobralnál október 14-én indított – kisebb támadás után patthelyzet állt elő. Mivel a portugálok a védvonalakon kívüli területen a felperzselt föld taktikáját alkalmazták, a franciáknak, megfelelő ellátás híján, rövidesen vissza kellett vonulniuk.

### 1811
A szövetségesek 1811 elején erősítést kaptak Nagy-Britanniából, és újabb offenzívát indítottak. Március 5-én győzelmet arattak Barrosánál egy Cádiz felmentésére indított (egyébként sikertelen) hadművelet részeként. Masséna az ugyanekkor (március 3–5 között) vívott, eldöntetlenül végződött Fuentes de Onoro-i ütközet nyomán kiszorult Portugáliából. Az ottani harcokban 25 000 embert veszített, leváltották, és Auguste de Marmont-t nevezték ki a helyére. Soult marsall Badajoz irányába indított támadása megakadt a William Beresford marsall vezette brit–portugál–spanyol hadsereg Albueránál május 16-án indított ellentámadása következtében; véres csata után a franciák visszavonulásra kényszerültek.
Ezt követően a háború időlegesen elcsendesült, mivel a számbeli fölényben levő franciák képtelenek voltak túlerejüket kézzelfogható előnyre váltani, és a gerillák is egyre fokozták tevékenységüket. A spanyolországi francia haderő (L’Armée de l’Espagne) 350 000 katonából állt ugyan, ám ebből 200 000 az utánpótlási vonalak védelmét látta el, s a tényleges harcoló alakulatok létszáma csak mintegy 150 000 főt tett ki.

### 1812
Wellington újabb támadása 1812 Újévét követően indult. Január 19-én bevette Ciudad Rodrigót, majd, komoly veszteségekkel járó ostrom után, április 6-án Badajozt. A bevonuló csapatok mindkét várost kifosztották. A szövetségesek június 17-én bevették Salamancát, majd július 22-én a város alatt megütköztek Marmont marsall csapataival. A franciák rendkívül súlyos vereséget szenvedtek. Beresford marsall súlyosan megsebesült. Míg a franciák csapataik újjászervezésével voltak elfoglalva, a szövetségesek bevonultak Madridba (augusztus 6-án), majd tovább nyomultak előre Burgos felé, amelynek ostromát azonban a felmentő sereg érkezése miatt félbe kellett szakítaniuk, és visszavonulniuk Portugáliába.

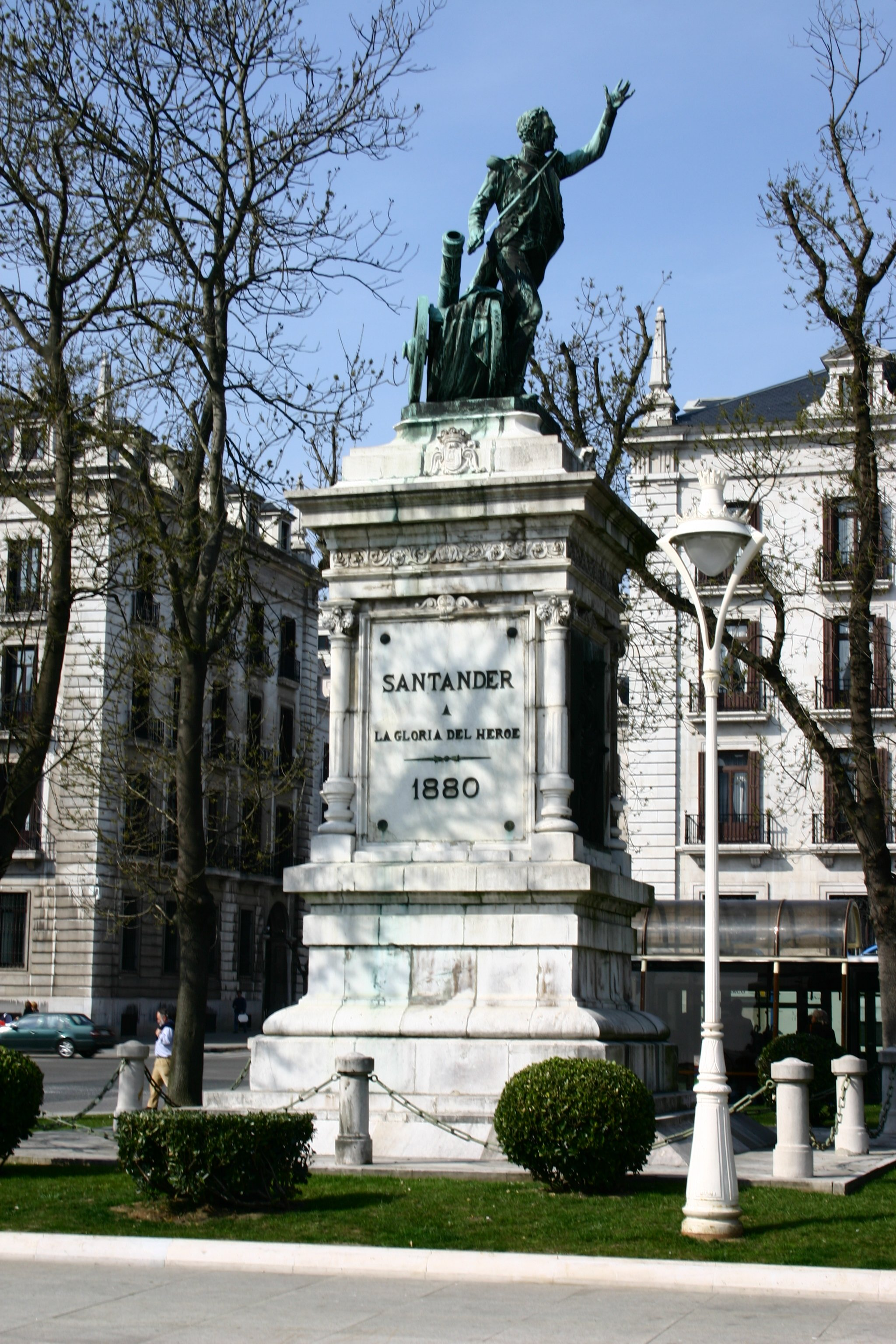
Pedro Velarde y Santillán emlékműve Santanderben

### 1813
Súlyos csapást jelentett a franciák győzelmi esélyeire a katasztrofális oroszországi hadjárat, amelyhez 30 000 katonát vontak el az amúgy is nagy nyomás alatt álló spanyolországi hadseregtől. (Az oroszok elleni háborúban kb. 6800 franciákhoz hű spanyol és portugál katona harcolt). A franciák helyzete utánpótlás híján, és a szövetségesek 1813 májusában megkezdett újabb offenzívája nyomán egyre tarthatatlanabbá vált.
Wellington haditerve szerint ellátási bázisukat Lisszabonból Santanderbe kellett áthelyezni.
A szövetséges csapatok észak felé nyomultak előre, és májusban elfoglalták Burgos-t, majd átkarolta a franciákat, a Zadorra folyó völgyébe való visszavonulásra kényszerítve Joseph Bonapartét. Június 21-én, a vitoriai csatában Joseph 65 000 emberét megfutamította az 53 000 brit, 27 000 portugál és 19 000 spanyol katonából álló szövetséges haderő. Wellington tovább üldözte a franciákat, majd kiűzte őket San Sebastiánból, amelyet kifosztottak és felgyújtottak.
A szövetségesek a visszavonuló franciákat követve július elején elérték a Pireneusokat. A francia csapatok parancsnokságát átvevő Soult ellentámadásba ment át, Maya és Roncesvalles mellett súlyos vereségeket mérve a szövetségesekre, azok azonban végül visszaverték és visszavonulásra kényszerítették a Sorauren mellett aratott győzelem után (július 28–30).
Az azon a héten folytatott hadműveletek (a „pireneusi csata”) során nyújtotta talán Wellington katonai pályafutásának legfényesebb teljesítményét. A szemben álló erők kiegyenlítettek voltak, a szövetségesek utánpótlási vonalaiktól távol harcoltak, a franciák saját hazájukat védték, mégis, a manőverek, rohamok és a tüzérség az egész háborúban párját ritkító kombinációja révén megszerezte a végső győzelmet.
Október 7-én, értesülve a német területeken kiújult ellenségeskedésekről, a Bidasoa folyón átkelve benyomult Franciaországba. A félszigeti háború a Vera-hágónál, a Nivelle és a Nive folyók mentén, Ortheznél és Toulouse-nál aratott szövetséges győzelmekkel ért véget.

## A gerillaháború
A háború alatt a brit támogatással működő portugál milíciák és spanyol gerillák francia katonák ezreit kötötték le. Ezekben a harcokban nem pusztán spanyol nemzetiségűek, hanem igen nagy számban baszkok is küzdöttek a megszálló franciák ellen. Önállóan szervezett baszk csapatok segítségével győzött Wellington is Vitoriánál (amelyet Ludwig van Beethoven is megörökített egy pompás zenei műben). A briteknek előnyös volt ez, hisz jóval költségesebb lett volna ugyanerre a feladatra reguláris csapatokat felszerelni. Ez volt a történelem egyik legsikeresebb partizánháborúja, és az ilyen típusú hadviselés elnevezése is ennek nyomán terjedt el a spanyol „guerra de guerillas” („kis háborúk háborúja”) kifejezésből. Minden siker ellenére azonban mindkét részről komoly károkkal járt a gerillaháború: a spanyol „hazafiak” nemcsak a franciákat félemlítették meg, de a helyi lakosságot is, fosztogatásokkal és kényszersorozással. A baszkok is többször támadtak a portugálokra, angolokra és spanyolokra is, valamint a spanyol gerillák is nem egy esetben csaptak rá a portugál-brit egységekre. Sok partizán csak meggazdagodási lehetőségnek tekintette a háborút, bár annak későbbi szakaszában a hatóságok megkísérelték reguláris alakulatokba szervezni a gerillákat. Ennek azonban előnyei mellett jelentős hátrányai is voltak: a nagyobb katonai fegyelem csökkentette a szökések arányát, viszont a szervezettebb egységek tagjai könnyebben áldozatul estek egy-egy rajtaütés során. Emiatt csak néhány partizánvezér állt be a reguláris hadseregbe, ők is főleg azért, mert így kegyelemben részesültek, és mert megkapták a tiszteknek járó ellátmányt (fegyver-, ruha- és kosztpénzt).
Jellegét tekintve sok párhuzam mutatható ki Franciaország Mexikó ellen vívott 1861-től 1866-ig tartó háborúja és a spanyol gerillaháború között: a megszálló francia seregek szétverték a mexikói reguláris erőket, de helyettük a népi ellenállók és gerillák vették fel a harcot a francia katonák ellen. Sok ellenállót itt sem a Mexikó iránti hazaszeretet vezérelt, hanem a fosztogatás és hatalmaskodás, illetve egykor a mexikói hatóságok által üldözött banditák léptek fel franciaellenes felszabadító hősként, majd a háború után visszatértek régi mesterségükhöz. A veszteségek és a károk itt is rendkívüli méreteket öltöttek.
Fontos megjegyezni, hogy spanyol részről a gerillák jelentették az egyetlen hatékony eszközt a franciák elleni küzdelemben: lényegében minden alkalommal, amikor a spanyolok reguláris erőkkel támadtak a franciákra, megsemmisítő vereséget szenvedtek. Azonban amint a vesztett csata után a katonák átvedlettek gerillákká, jóval nagyobb területen, kisebb anyagi és emberveszteséggel jóval nagyobb ellenséges erőket kötöttek le. Wellington végső győzelmét gyakran tulajdonítják annak, hogy a gerillák teljesen demoralizálták a francia hadsereget.

## A háború következményei Portugáliában
A háború fokozta a portugál társadalomnak az újkorba való átmenet okozta megrázkódtatását. Az udvar Rio de Janeiróba menekülése megalapozta az önálló brazil államszervezet kiépülését, ami végül elvezetett az ország függetlenségéhez. Az udvar, a közigazgatás és a hadsereg több mint 15 000 tagjának evakuálása Portugália számára is hordozott rejtett előnyöket: felszabadította az ország belső energiáit. Az elmenekült király által kinevezett kormányzóknak ugyanis igen kevés hatásuk volt az országban zajló eseményekre.
Miguel Pereira Forjaz hadügyminiszter szerepe egyedülálló volt. Wellington „a félsziget egyetlen államférfiának” tartotta. Sikerült felállítania egy 55 000 fős reguláris hadsereget és további 50 000 főnyi milíciát, valamint egy (változó létszámú, talán 100 000 fősnél is nagyobb) nemzeti gárdát. Stein báróhoz, az orosz külügyminiszterhez 1812-ben írott egyik levelében a felperzselt föld taktikáját és az „időt területért” politikáját, mint a napóleoni invázió megállításának egyetlen lehetséges módszerét ajánlotta. I. Sándor orosz cár utasította tábornokait, hogy Wellington taktikáját követve kerüljék az összecsapást Napóleon hadaival, és törekedjenek a Grande Armée kiéheztetésére.
Az, hogy az egész ország részese volt a háborúnak, hasonló hatással járt, mint Franciaországban a forradalom: létrejött egy új, az ország önállósága iránt elkötelezett társadalmi réteg. Mivel a király 1814 után is Brazíliában maradt, Beresford marsall kormányzóként irányította a hadsereget és az országot. Az addigi gazdasági rendszer, amely a portugál kereskedőkre, az Afrikából beszerzett rabszolgákra és a brazíliai iparra alapult, 1820-ra fenntarthatatlanná vált. A háborúban edződött portugál tisztek elkergették brit társaikat, és augusztus 24-én liberális forradalmat indítottak. Az ennek során létrejött intézményrendszer azonban csak az 1832–34-es polgárháborút követően stabilizálódott.

## A háború következményei Spanyolországban
A francia forradalom hívei kezdetben örömmel fogadták az új királyt, Joseph Bonapartét, mivel a franciákkal való együttműködéstől az ország modernizációját és nagyobb szabadságot reméltek. Ezen intézkedések egyik példája volt az inkvizíció eltörlése. A papság és a hazafias csoportok azonban a franciák ellen agitálták a népet. Ez a francia hadsereg első kegyetlenkedései (például az 1808-as madridi lázadás leverése) után hozott igazi eredményeket, egyesítve a népet a megszállók ellenében. Azok, akik továbbra is kitartottak a franciák mellett, a háború végeztével menekülni kényszerültek. Ezek közé tartozott a híres festő, Francisco de Goya is.
A függetlenségpártiak között konzervatívok és liberálisok egyaránt megtalálhatók voltak. Ezek a függetlenség visszanyerése után egymás ellen kezdtek háborút, miután IX. Ferdinánd visszavonta az összes, a háború alatt Cádizban működött parlament (Cortes) által hozott, a társadalmi haladást elősegítő törvényt, így az 1812-ben elfogadott liberális alkotmányt is. Visszaállította az abszolút monarchiát, liberálisokat végeztetett ki, és – talán legsúlyosabb hibájaként – megváltoztatta az öröklés rendjét lánya, II. Izabella javára, a korábbi (törvényes) és az új örökösök közötti polgárháborúk évszázadát szabadítva az országra.
Az amerikai gyarmatokon a hivatalnokok juntákat alakítottak, amelyek hűséget esküdtek Ferdinándnak. Később azonban az önigazgatásban ekkor megszerzett tapasztalatok is hozzájárultak a függetlenségi mozgalmak kibontakozásához.
A francia katonák megdézsmálták a katolikus egyház javait. Templomokat és kolostorokat foglaltak le a katonák és lovak elszállásolására, és számos műkincset szállítottak Franciaországba, jelentősen szegényítve ezzel a spanyol kulturális örökséget. A háború olyan súlyos károkat okozott a gazdaságnak, hogy az az évszázad egész hátralevő részében komoly zavarokkal küszködött.

## Jelentősebb csaták és ostromok
- El Bruc-i csata (1808. június 6.): spanyol milicisták lest vetettek egy Barcelonába tartó kisebb francia különítményen.
- Zaragoza ostroma (1808. június 15.): Lefebvre tábornok vezetésével francia csapatok megtámadták a várost, de Palafox tábornok (főleg milicistákból álló) alakulatai meghátrálásra kényszerítették a őket.
- Medina del Rio Secói csata (1808. július 14.): Az első jelentős francia győzelem a háború során. Stabilizálta a megszállók helyzetét a félsziget északnyugati részén.
- Bailéni csata (1808. július 19.): Castaños tábornok 30 000 katonája csapdába ejtette Dupont tábornok 23 000 emberét. Öt sikertelen kitörési kísérlet után a franciák megadták magukat.
- Roliçai csata (1808. augusztus 17.): Wellesley a Mondegoi-öbölnél partra szállt és Lisszabon felé vonuló 15 000 katonájának előrehaladását Henri Delaborde tábornok megkísérelte az erősítés megérkezéséig lelassítani. A 29. gyalogezred elsietett támadása azonban általános támadást provokált ki Wellesley részéről, ami sikerrel járt, és a franciákat visszavonulásra kényszerítette. Bár önmagában ez az esemény nem volt számottevő, jelentős volt azonban két szempontból: a brit csapatok először vettek részt harci cselekményben a félszigeten, illetve először itt használták a Henry Shrapnel ezredes által kifejlesztett új típusú kartácslövedéket.
- Vimeiro-i csata (1808. augusztus 21.): Négy nappal Roliça után Wellesley immár 17 000 fős brit-portugál seregét megtámadta Junot tábornok hadserege. A franciák 2000 főt veszítve visszavonulásra kényszerültek a közeli Torres Vedrasba.
- Somosierrai csata (1808. november 30.): A Napóleon vezette francia–lengyel hadsereg győzelme megnyitotta az utat a megszállók számára Madrid felé, amely négy nappal később el is esett.
- A La Coruñai csata.
- Medellíni csata (1809. március 28.): egy 17 500 fős francia sereg megfutamított egy, Cuesta tábornok vezette nagyobb létszámú spanyol egységet, amely 10 000 fős veszteséget szenvedett, szemben a franciák 1000 főnyi veszteségével.
- Talavera de la Reinai csata (1809. július 27-július 28.): Wellesley 55 000 brit és spanyol katonája a Madridtól 110 km-re délnyugatra fekvő Talavera de la Reina mellett megütközött Joseph Bonaparte, Jourdan marsall és Victor marsall 46 000 fős seregével. Bár Wellesleynek komoly nehézséget okozott, hogy seregének 35 000 spanyol katonáját az együttműködésre alig hajlandó Cuesta tábornok vezette, végül megnyerte a csatát. Veszteségek: 5500 brit, 1000 spanyol és 7200 francia katona.
- Ocanai csata (1809. november 19.): Soult marsall mintegy 29 000 főnyi serege megsemmisítő vereséget mért egy 50 000 fős spanyol hadseregre, amelyből mintegy 19 000 katona odaveszett. A csata nyomán Dél-Spanyolország jelentős része francia kézre került.
- Buçaco-i csata (1810. szeptember 27.): A fele-fele arányban brit, illetve portugál katonákból álló, 52 000 fős szövetséges haderő legyőzte Masséna tábornok 45 000 fős seregét. A franciák vesztesége kb. 4500 fő, a briteké és a portugáloké (megdöbbentő egybeeséssel) egyaránt 626–626 fő volt.
- A Torres Vedras-vonalak védelme (1810–1811 telén): a szövetségesek nem hagyományos értelemben vett győzelmet arattak, mivel (egy kisebb, október 14-én Sobralnál lezajlott csetepatétól eltekintve) nem került sor ütközetre.
- Fuentes de Onorói csata (1811. május 3-május 5.)
- Albuerai csata (1811. május 16.): Sir William Beresford 35 000 főnyi szövetséges hadereje dél felé vonult Badajozból, hogy útját állja Soult marsallnak a város felmentésére küldött 24 000 fős seregének. A bátran küzdő brit és portugál katonák sikerrel szálltak szembe az előrenyomuló franciákkal.
- Badajozi csata (1812. április 6.): Wellesley március 16-a óta ostromolta 30 000 brit és portugál katonájával az erősen megerődített Badajozt, amelyet 5000 francia katona védett. Április 6-a éjjelén rohamok sorozatával sikerült megtörni a védők ellenállását, így a város mintegy 5000 főnyi szövetséges és 1500 főnyi francia veszteség árán a támadók kezére jutott.
- Salamancai (avagy arapilesi) csata (1812. július 22.): Marmont marsall 50 000 fős hadseregével megtámadta Wellesley-nek Portugália felé visszavonuló 48 000 emberét. Bár a britek egy órányi harc után már-már győzni látszottak, Clausel tábornok stabilizálta a franciák helyzetét, és ismét támadást indított. Wellington és Beresford ellentámadást vezényelt a portugál 3/15-ös dandár vezetésével, amely megfutamította a franciákat. Bár egy spanyol egység sikertelenül próbálta megakadályozni a francia hadsereg legnagyobb részének szökését, a szövetségesek így is 7000 foglyot ejtettek, ami nagyjából egyenlő a franciák csatában elszenvedett veszteségével.
- Vitoriai csata (1813. május 21.).

## Jelentősebb szereplők

### Spanyolok

#### Államférfiak
- Manuel de Godoy (1767–1851): korrupt spanyol miniszterelnök. Árulása és hanyagsága tette lehetővé, hogy a francia csapatok 1808-ban lényegében ellenállás nélkül foglalhatták el az országot.
- IV. Károly (1748–1819): gyenge kezű uralkodó volt, Godoy bábja. 1808-ban Napóleon lemondásra kényszerítette.
- VII. Ferdinánd (1784–1833): IV. Károly fia és törvényes örököse. 1808-ban elfoglalta a trónt, de a franciák azonnal száműzetésbe kényszerítették. Miután Napóleon bátyját, Joseph-et ültette a helyére, Madridban kitört a „május 2-iki felkelés”, ami a félszigeti háború kezdetét jelentette. A háború végén Ferdinánd visszakerült a trónra. Uralkodásának egy évtizede alatt országát az évszázad végéig tartó gazdasági stagnálásba és anarchiához közeli állapotba taszította.

#### Katonák, katonai vezetők
- Miguel de Alava (1770–1843): spanyol tábornok, az egyetlen személy, aki Trafalgarnál és Waterloonál is jelen volt.
- Joaquín Blake y Joyes (1759–1827): a Galiciai Hadsereg parancsnoka a második francia invázió alatt.
- Francisco Javier Castaños (1758–1852): spanyol tábornok; Bailénnél aratott győzelme tette ismertté. Ő volt az első, aki csatában legyőzte a Grande Armée egy alakulatát.
- Gregorio García de la Cuesta (1741–1811): a spanyol hadsereg egyik főparancsnoka, kiterjedt, ám gyakran katasztrofális következményekkel járó együttműködést folytatott a britekkel.
- Pedro Caro y Sureda, 3rd marqués de La Romana (1761–1811): a Galiciai Hadsereg parancsnokaként felszabadította Galiciát és Asztúriát.
- José O'Donnell (1769–1834): a katalán hadseregek főparancsnoka.
- José de Palafox y Melzi (1776–1847): Aragónia katonai parancsnoka, két ízben (1808-ban, ill. 1809-ben) is hősiesen védte Zaragozát a francia támadók ellen.
- José de San Martín (1778–1850): spanyol-argentin tábornok, harcolt Bailénnél, Albueránál és Torres Vedras-nál. A háború után a dél-amerikai függetlenségi háborúk egyik vezetője lett.

#### Gerillavezérek és forradalmárok
- Luís Daoíz de Torres (1767–1808) és Pedro Velarde y Santillán (1779–1808): tüzértisztek, az 1808. május 2-iki madridi felkelés vezetői, haláluk után nemzeti hősökké váltak.
- Juan Martín Díez (1745–1824): „a rettenhetetlen”; kiemelkedő képességű gerillavezér.
- Francisco Espoz y Mina (1781–1836): a gerillák talán legkiválóbb stratégája. Híres volt arról, hogy akadálytalanul kalandozott a franciák által uralt területeken. Esetenként egész ezredeket semmisített meg lesből indított támadásokkal.

#### Egyéb
- Francisco de Goya (1746–1828): spanyol festő, képein ábrázolta a háborúban elkövetett atrocitásokat.

### Franciák
- Joseph Bonaparte (1768–1844): Napóleon bátyja, 1806–1808 között nápolyi, 1808–1813 között spanyol király.
- Jean-Baptiste Jourdan (1762–1833): Franciaország Marsallja.
- Jean-Andoche Junot (1771–1813): francia tábornok és diplomata.
- Auguste de Marmont (1774–1852): Franciaország Marsallja.
- André Masséna (1758–1817): Franciaország Marsallja.
- Joachim Murat (1767–1815): nápolyi király, Franciaország Marsallja (Napóleon sógora). Ő vezette az első francia inváziót, reménykedve benne, hogy övé lesz a spanyol trón. Miután azonban Napóleon azt saját bátyjának juttatta, Murat kárpótlásként megkapta Joseph korábbi címét, azaz Nápoly királya lett.
- Nicolas Jean-de-Dieu Soult (1769–1851): Franciaország Marsallja. A félszigeti háborúban a francia csapatok főparancsnoka. 1809-ben kísérletet tett Portugália megszállására, de Wellesley és Silveira egyesített erői visszaverték a támadást. Waterloonál vezérkari főnök, 1830–1840 között pedig hadügyminiszter volt.

### Britek
- Sir Arthur Wellesley (1769–1852): ír származású brit katonatiszt és államférfi. A félszigeti szövetséges csapatok irányításában elért sikerei nyomán tábornaggyá léptették elő, és nemesi címet (Wellington grófja) kapott. 1814-ben megkapta a Wellington hercege címet.
- Sir John Moore (1761–1809): altábornagy, a sintrai egyezményt követően, a La Coruñai csatában bekövetkezett haláláig a félszigeti brit haderő parancsnoka.
- Sir William Beresford (1768–1854): tábornok, 1809-ben a portugál hadsereg tábornagyi rangjára emelték, hogy ütőképes erővé szervezze azt. A buçacói csata után lovaggá ütötték.
- Sir Rowland Hill (1772–1842): azon kevés tisztek egyike, akikben Wellesley annyira megbízott, hogy önálló parancsnoki feladatokkal is megbízta. Miután számos csatában kulcsszerepet játszott, 1812-ben altábornaggyá léptették elő.
- Robert Craufurd (1764–1812): skót katonatiszt, a háború kezdetén egy dandár parancsnokaként szolgált Sir John Moore alatt. 1812-ben, Ciudad Rodrigo ostrománál esett el, röviddel vezérőrnagyi kinevezése után.
- Sir Thomas Picton (1758–1815): vezérőrnagy, a 3. hadosztály parancsnoka, egyike Wellesley legkiválóbb főtisztjeinek. 1813-ban lovaggá ütötték, és altábornaggyá léptették elő. Waterloonál esett el.

### Portugálok
- Bernardim Freire: tábornok, a francia megszállók elleni felkelés vezetője. Vimeiro-nál Wellington mellett teljesített szolgálatot. 1809. március 27-én Bragánál a tömeg meglincselte.
- Francisco da Silveira: tábornok, egy észak-portugáliai katonai körzet parancsnoka 1808 és 1813 között. Vitoriánál és a Pireneusoknál hadosztályparancsnokként szolgált.
- Miguel Pereira Forjaz: tábornok, hadügyminiszter. 1806-tól gyökeresen megreformálta a portugál hadsereget.
- Carlos Frederico Lecor: 1808-ban portugál légiót szervezett Angliában. Wellington hadseregének 7. hadosztályát vezette, egyetlen külföldiként, akire brit katonák vezetését bízták.

## A hírszerzés szerepe
1810 után a brit hadsereg sikereiben igen jelentős része volt a hírszerzésnek. A spanyol és portugál gerillákat arra kérték, hogy igyekezzenek foglyul ejteni a francia futárokat. 1811-től a franciák gyakran (részben vagy egészben) rejtjelezték az üzeneteket. George Scovell, Wellington vezérkarának egyik tisztje kapta a feladatot, hogy megfejtse ezeket. Kezdetben a rejtjelek igen egyszerűek voltak, és Scovell munkáját a vezérkar más tagjai is segítették. 1812-ben azonban lényegesen erősebb, a diplomáciai levelezésből átvett sifrét vezettek be a franciák, ráadásul Scovellnek egyedül kellett megbirkóznia a feladattal. Kitartó munkával mégis sikerült feltörnie, és a francia csapatok elhelyezkedéséről és mozgásáról ennek nyomán szerzett információk a fentebb ismertetett ütközetek többségénél jelentős segítségére voltak a brit hadvezetésnek. A franciák sosem jöttek rá, hogy a kódokat megfejtették, és egészen addig használták őket, míg kódtábláik a vitoriai csatában brit kézre nem jutottak.

## A médiára gyakorolt hatás
- Prosper Mérimée Carmen című műve, amelyen Bizet operája alapul, a félszigeti háború idején játszódik.
- A Curro Jiménez című, nagyon sikeres spanyol TV-filmsorozat egy, a Sierra Morena területén a franciák ellen harcoló nemeslelkű banditáról szól.
- Bernard Cornwell regénysorozata, illetve a belőle készült TV-filmsorozat egy brit katonatiszt – részben a háború idején játszódó – kalandjait követi nyomon.

## További olvasnivalók
- Wellington jelentései a félszigeti háborúból és Waterlooból
- ISBN 0-571-20513-5, The Man who Broke Napoleon's Codes (Aki feltörte Napóleon kódjait), Mark Urban, Faber and Faber Ltd, London 2001.
- The History of the Peninsular War (A félszigeti háború története), Sir Charles Oman, London and Mechanicsburg 1995
- ISBN 972-8563-80-9, Salamanca, Mendo Henriques, Lisszabon, 2002
- ISBN 0-9522930-7-2, The Fatal Hill: The Allied Campaign under Beresford in Southern Spain in 1811 (A halálos domb: a Beresford vezette szövetséges hadjárat Dél-Spanyolországban, 1811), Mark Sunderland, Thompson Publishing, London 2002
- ISBN 0-571-21681-1 Rifles: Six years with Wellington's legendary sharpshooters (Karabélyok: hat év Wellington legendás lövészeivel), Mark Urban, Pub Faber & Faber, 2003

## Fordítás
- Ez a szócikk részben vagy egészben  a   Peninsular War című angol Wikipédia-szócikk ezen változatának fordításán alapul.  Az eredeti cikk szerkesztőit annak laptörténete sorolja fel. Ez a jelzés csupán a megfogalmazás eredetét és a szerzői jogokat jelzi, nem szolgál a cikkben szereplő információk forrásmegjelöléseként.

## Kapcsolódó információk
- http://www.peninsularwar.org